# Carbon megye (Montana)
Carbon megye az Amerikai Egyesült Államokban, azon belül Montana államban található. Megyeszékhelye és legnagyobb városa Red Lodge. Lakosainak száma 10 473 fő (2020. április 1.). Carbon megye Stillwater, Yellowstone, Park, Big Horn, Big Horn és Park megyékkel határos.

## Népesség
A megye népességének változása:
| Lakosok száma | 10 059 | 10 080 | 10 119 | 10 340 | 10 408 | 10 473 |
|               | 2010   | 2011   | 2012   | 2013   | 2015   | 2020   |